# Chang Chun-hsiung

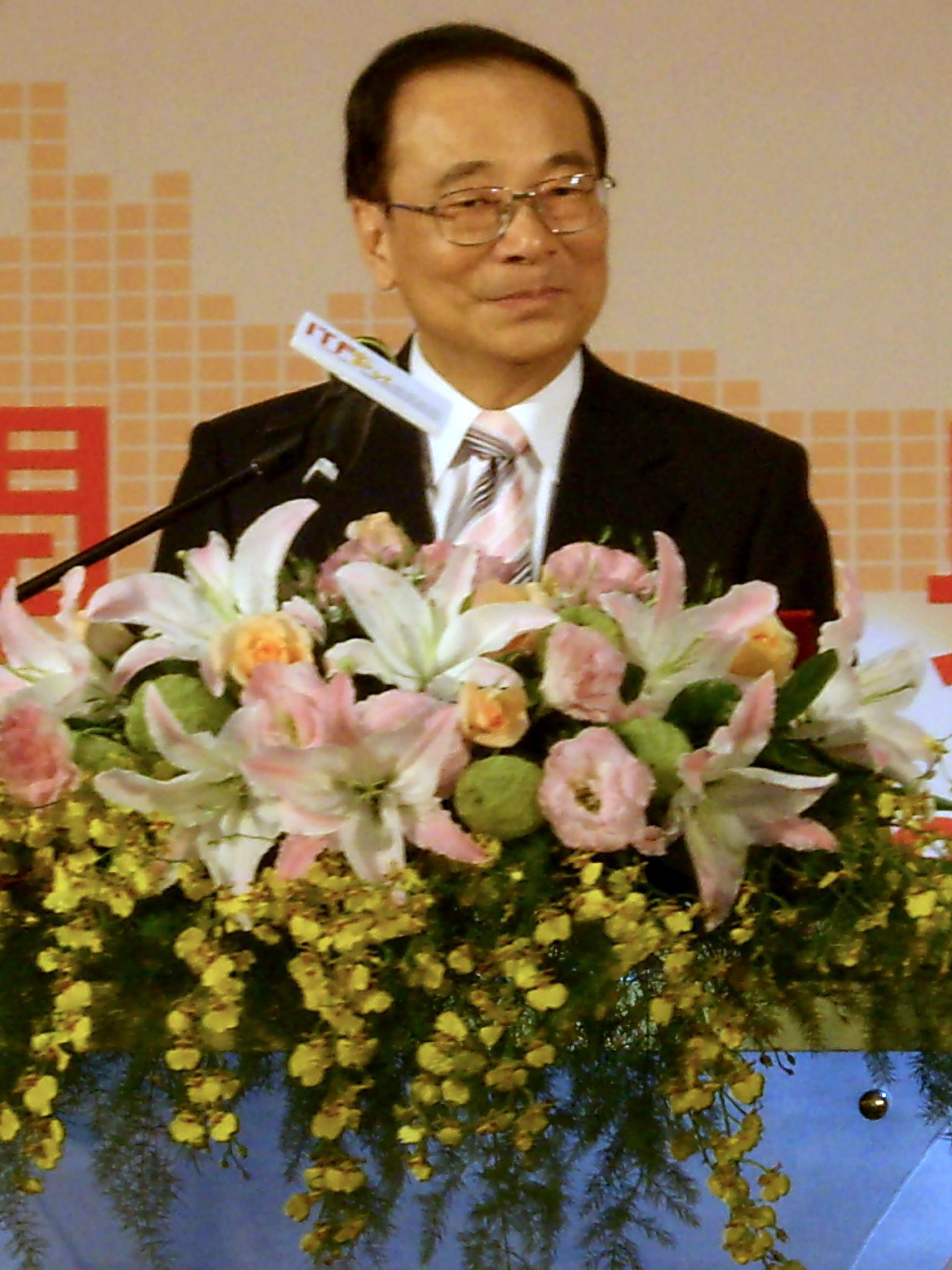
Chang Chun-hsiung 2007

Chang Chun-hsiung (chinesisch 張俊雄 / 张俊雄, Pinyin Zhāng Jùnxióng) (* 23. März 1938) ist ein taiwanischer Politiker (Demokratische Fortschrittspartei).

## Leben
Chang Chun-hsiung studierte Rechtswissenschaften an der National Taiwan University und schloss das Studium 1960 mit dem Bachelor of Laws ab. Er verteidigte als Anwalt die Demonstranten des Kaohsiung-Vorfalls, einer Kundgebung für eine Demokratisierung Taiwans im Jahre 1979. Zwischen 1982 und 1986 war er Präsident des YMCA. Chang Chun-hsiung und seine erste Frau Hsu Jui-ying haben vier Kinder. 2007 wurde die Ehe geschieden und er heiratete Chu A-ying.

## Politik
Chang war von Oktober 2000 bis Februar 2002 und erneut von Mai 2007 bis Mai 2008 Premierminister und damit Regierungschef der Republik China auf Taiwan. 2000 war er der erste Premierminister, der von der Fortschrittspartei gestellt wurde.
Er war Gründungsmitglied der Demokratischen Fortschrittspartei und zwischen 1986 und 2000 Mitglied des Zentralkomitees und des Parteivorstandes.
Zwischen 1983 und 2000 war er Abgeordneter im Legislativ-Yuan.
Bei den Präsidentenwahlen 2000 leitete er die erfolgreiche Kampagne von Chen Shui-bian. Nach der Wahl wurde er Generalsekretär des Büros des Präsidenten.
Von 2005 bis 2007 war er Präsident der „Straits Exchange Foundation“.